# Baños Orientales
Los Baños Orientales de Barcelona fueron un popular lugar de encuentro de lesbianas durante la España franquista. Inaugurados en 1872, fueron casi exclusivamente para mujeres desde sus inicios. Estaban situados frente a la Playa de la Barceloneta y su estilo imitaba la arquitectura árabe. Cerraron en 1988 y fueron demolidos en 1990.
Representaron un lugar seguro para las lesbianas que enfrentaron la represión de la España franquista. También fueron importantes para las mujeres de Barcelona en general, porque el espacio exclusivo para mujeres les permitía usar ropa de baño o nada de ropa, algo inaceptable en la época en las playas.

## Historia
Los Baños Orientales, obra del arquitecto August Font i Carreras, fueron inaugurados en 1872, en una época en el que se abrieron más de una docena de nuevos proyectos de spa a lo largo de las playas de la ciudad. Otros incluyeron la Junta de Damas, La Deliciosa, La Florida, Estrella, San Sebastián, Sirena, Neptuno, Tritón y el Pabellón del Ejército. Los baños eran uno de los dos originales situados en la parroquia de Sant Miquel del Port. Tenían una piscina de 18 metros de diámetro. Una tormenta más tarde ese año destruyó la piscina del baño.
En 1987, en un periodo en el que una gran cantidad de ratas invadían las playas de Barcelona, una patrulla de la Guardia Urbana descubrió ratas en la piscina de los Baños Orientales. Cuando llegaron los servicios de limpieza para solucionar el problema, recogieron 50 ratas en total. En otra ocasión se aconsejó a los bañistas y bañistas que se ducharan y evitaran entrar al agua por el problema de las ratas.
En 1988 se anunció que los baños iban a ser demolidos como parte de un plan más amplio del Gobierno Municipal para modernizar las playas de la ciudad.
Los baños fueron destruidos el 22 de noviembre de 1990. Treinta mujeres se encadenaron al cerco de los Baños Orientales en un intento de evitar su destrucción. La policía no simpatizaba con los manifestantes. Cortaron los alambres que usaban para encadenarlos a la cerca. Con los gritos de protesta aún y la fuerte lluvia comenzando, las excavadoras comenzaron a avanzar hacia los baños. Las protestantes corrieron dentro de los baños para tratar de salvar lo más posible de ellos.

## Contexto político
Las lesbianas tenían pocos lugares propios en la España franquista como resultado de la represión, no solo contra las lesbianas y las personas LGBT sino contra las mujeres en general. Uno de los pocos lugares donde las lesbianas se reunían en masa era en los Baños Orientales.
Los baños eran populares entre todas las clases de mujeres en Barcelona. Los bikinis se introdujeron por primera vez en la década de 1950 en España, pero el gobierno los desaprobó mucho. Algunas mujeres usaban sus bikinis, traídos de Francia, en los baños. Utilizarlos en otros lugares conllevaba multas por parte de la Guardia Civil.
Durante la década de 1970, los baños eran solo para mujeres y las mujeres solían ir en topless. Algunas mujeres llevaban a sus hijos, incluidos niños, a los baños en este período. Los propios baños hicieron la vista gorda ante el comportamiento de las mujeres. Durante el período franquista, los hombres adultos solían rondar cerca de la valla de la instalación, siendo mirones y esperando ver mujeres desnudas y en topless que supuestamente estaban nadando allí.

## Recuerdo y memoria histórica

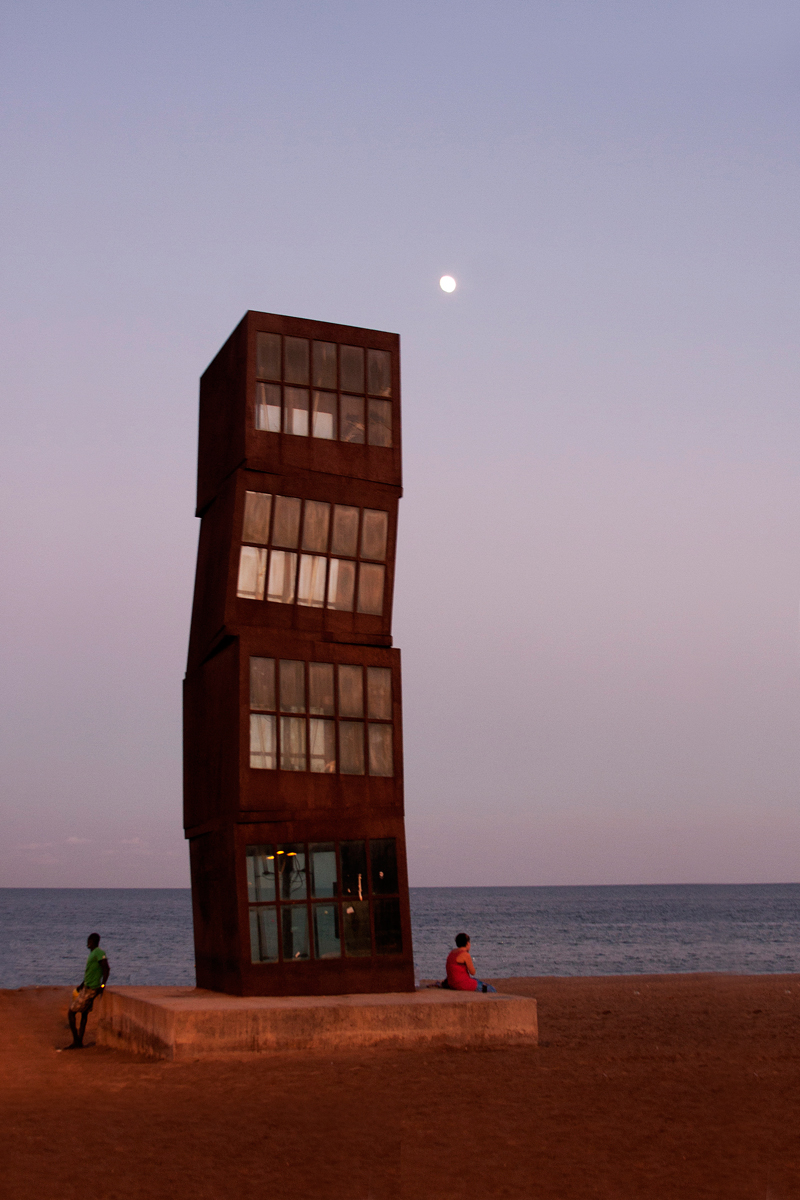
L'estel ferit

En 1990 se celebró en Atarazanas Reales de Barcelona la IV Feria Internacional del Libro Feminista con cerca de 300 libreros en stand. Como parte de las celebraciones, se llevó a cabo "Una Noche de Música Mediterránea" en el lugar donde solía estar el Baños Orientales.
En 1991 se instaló en la Playa de San Miguel (que se encuentra junto a la de la Barceloneta) un monumento de Rebecca Horn llamado L'estel ferit, como homenaje a los chiringuitos y baños que existieron en la Barceloneta durante el siglo XX. Esta está conformada por cuatro cubos desencajados que se elevan diez metros de altura.
Los baños fueron mencionados como parte de una exposición titulada Mujeres bajo sospecha. Memoria y sexualidad (1930-1980) en 2013 organizado por la profesora de Sociología de la UNED Raquel Osborne en el Ateneo de Madrid.